# Anne Zingha
Anna Nzinga, Ana de Sousa Nzinga Mbande hoặc Njinga Mbandi ,, còn được gọi là Nzinga của Ndongo và Matamba (1583 (?) - 17 tháng 12 năm 1663), là nữ hoàng của vương quốc Ndongo và vương quốc Matamba ở Angola ngày nay.

## Tuổi thơ và điềm báo của sự lên ngôi
Nzinga, sinh năm 1583, là con gái của Vua Kiluanji và Hoàng hậu Kangela. Vua và Hoàng hậu cũng có ba người con khác: một cậu con trai, Mbandi và hai cô con gái Kifunji và Mukambu. Bà được đặt tên là Njinga vì cô được sinh ra với dây rốn quanh cổ (" kujinga " có nghĩa là "xoắn" hoặc "quấn" trong kimbundu). Truyền thống cho rằng trẻ em sinh ra có đặc điểm này khi lớn lên sẽ trở nên kiêu hãnh và cao thượng; một bà đỡ đã nói với mẹ của bà rằng Nzinga sẽ trở thành nữ hoàng vào một ngày nào đó. Bà nhớ mình đã được cha chiều chuộng, ông cho phép bà tham gia khi ông cai trị vương quốc của mình và mang bà theo khi ông phải đi tham chiến.
Lịch sử châu Âu lần đầu tiên đề cập đến Nzinga vào năm 1622 khi anh trai bà lúc đó trở thành Ngola Mbande đã cử bà làm sứ giả tham dự một hội nghị hòa bình ở Luanda với thống đốc Bồ Đào Nha João Correia de Sousa.

## Nắm quyền và trị vì

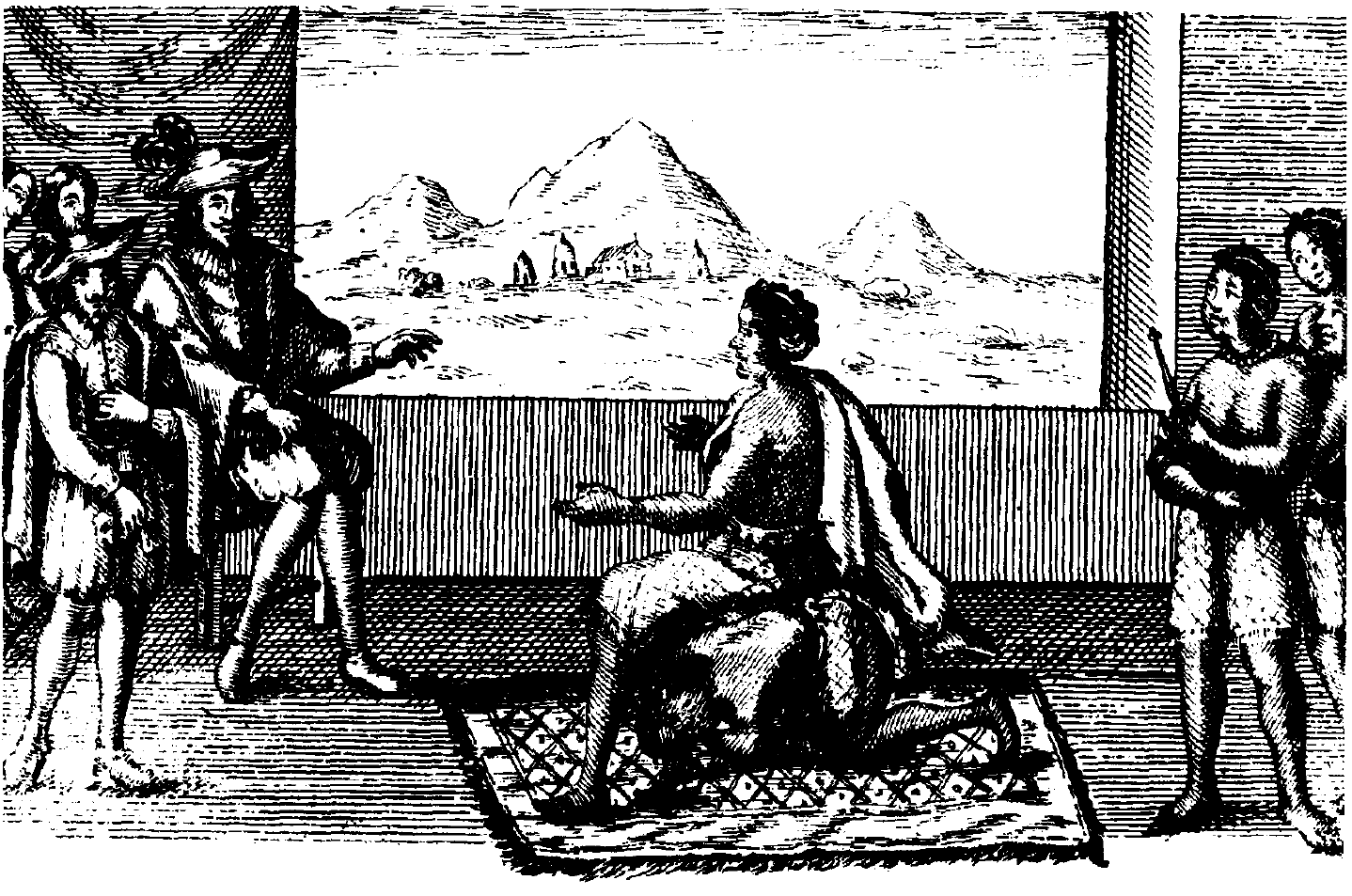
Nzinga trong các cuộc đàm phán với thống đốc Bồ Đào Nha năm 1657 tại Luanda.

Mục đích của Ngola Mbande là đưa người Bồ Đào Nha ra khỏi pháo đài Ambaca mà người tiền nhiệm tại Sousa, Mendes de Vasconcelos, đã xây dựng vào năm 1618 trên lãnh thổ của mình, để lấy lại một số đối tượng bị giam cầm, bao gồm các nhóm nông nô ijiko và để thuyết phục thống đốc ngăn chặn các cuộc tấn công của lính đánh thuê imbangala trong lãnh thổ của mình. Thống đốc đã đưa ra tất cả các yêu cầu của mình và ký một hiệp ước hòa bình; tuy nhiên, tồn tại các ý kiến khác nhau về việc Nzinga có chấp nhận tình trạng chư hầu hay không. Một luồng ý kiến cho rằng thống đốc đã không dành bất kỳ một ghế ngồi nào cho Nzinga và mời bà ngồi trên nệm trong khi diễn ra các cuộc đàm phán, theo truyền thống Mbundu, việc này chỉ xảy ra với cấp thuộc hạ. Từ chối hạ thấp bản thân mình, Nzinga ra lệnh cho một trong những người giúp việc của mình quỳ gập người xuống để ngồi trên lưng người đó.
Nzinga đã chuyển sang Cơ đốc giáo, nhiều khả năng là để củng cố hiệp ước hòa bình với Bồ Đào Nha và lấy tên Dona Ana de Sousa như một sự tưởng nhớ đối với vợ của thống đốc, cũng là mẹ đỡ đầu của cô. Tuy nhiên, Bồ Đào Nha đã không tôn trọng một phần của hiệp ước, từ chối rút khỏi Ambaca, không trao trả tù nhân Ndongo và không ngăn chặn các cuộc tấn công của Imbangala.
Thất bại này đã khiến anh trai của Nzinga tự sát khi nghĩ rằng mình không bao giờ có thể lấy lại những gì đã mất trong chiến tranh. Những tin đồn lan truyền rằng Nzinga đã đầu độc anh trai mình khiến Bồ Đào Nha từ chối công nhận bà là người kế vị của anh trai mình.
Nzinga đảm bảo sự nhiếp chính của người cháu trai là con trai của anh trai mình, Kaza, sau đó bị giam giữ tại Imbangala. Nzinga đã phái các sứ giả đi tìm người cháu và đã cho ám sát cháu của mình. Sau đó, bà đã trị vì Ndongo . Năm 1624, bà ký những sắc lệnh dưới tước vị Madame du Ngondo và từ năm 1626, bà lấy danh hiệu Nữ hoàng Ndongo .

### Liên minh với Hà Lan

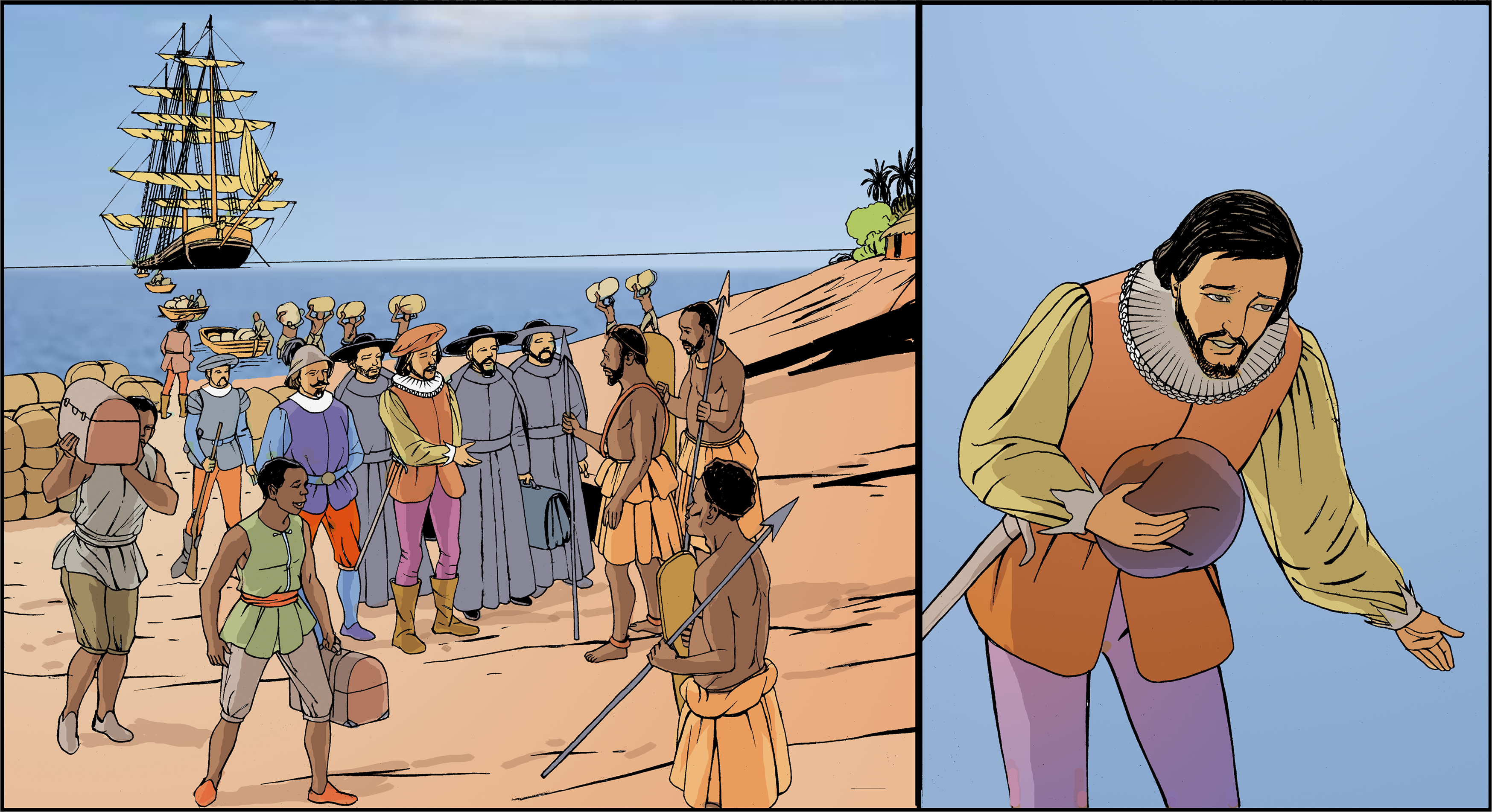
Minh họa quan hệ liên minh với Hà Lan. UNESCO.

Năm 1641, được sự ủng hộ của vương quốc Công-gô, Hà Lan đã chiếm giữ Luanda. Nzinga vội vã cử một sứ giả sang và tiến hành liên minh với Hà Lan chống lại Bồ Đào Nha. Nzinga hy vọng với sự giúp đỡ của Hà Lan, bà sẽ chiếm lại được các vùng lãnh thổ đã mất của mình, bà đã rời thủ đô đến Kavanga, phía bắc của khu vực Ndongo cũ. Năm 1644, bà đánh bại quân đội Bồ Đào Nha tại Ngoleme nhưng vẫn chưa có khả năng thực hiện được mục tiêu của mình. Hai năm sau, bà phải chịu thất bại ở Kavanga, chứng kiến em gái bị bắt và hồ sơ bị tịch thu, khiến việc liên minh của bà với Công-gô bị bại lộ. Chính các hồ sơ này cũng đã tiết lộ rằng em gái đã có mối liên hệ bí mật và đã tiết lộ các kế hoạch liên quan đến Bồ Đào Nha. Có nhiều nguồn thông tin khác nhau về số phận của người em gái bà. Một số thông tin cho rằng người em đã bị chết đuối tại Kwanza trong một âm mưu trả thù, những thông tin khác cho rằng người này đã trốn thoát và giành được Namibia ngày nay.
Hà Lan sau đó đã gửi quân tiếp viện cho Nzinga từ Luanda và bà đã giành chiến thắng vào năm 1647 trước khi bao vây thủ đô Masangano của Bồ Đào Nha. Tuy nhiên, với sự giúp đỡ của Brasil, Bồ Đào Nha đã lấy lại Luanda vào năm sau và Nzinga rút lui về Matamba, nơi bà tiếp tục thách thức quân đội Bồ Đào Nha. Bước qua tuổi sáu mươi, bà vẫn luôn đích thân chỉ huy quân đội trên các chiến trường.

### Những năm cuối đời
Năm 1657, vì mệt mỏi với những cuộc đấu tranh không ngừng, Nzinga đã ký một hiệp ước hòa bình với Bồ Đào Nha. Bà đã bổ sung một điều khoản cam kết ràng buộc người Bồ Đào Nha ủng hộ việc duy trì quyền lực của gia đình bà. Không có con trai kế vị, cô đã cố gắng kết hôn với João Guterres Ngola Kanini. Tuy nhiên, cuộc hôn nhân không được cho phép, các linh mục tuyên bố rằng người này đã có vợ ở Ambaca.
Mặc dù có nhiều âm mưu đảo chính, đặc biệt là Kasanje, nhóm người imbangala vẫn lang thang ở phía nam, bà đã ra đi thanh thản vào ngày 17 tháng 12 năm 1663 tại Matamba, ở tuổi 80. Một cuộc nội chiến nổ ra nhưng Francisco Guterres Ngola Kanini đã thành công.

## Di sản

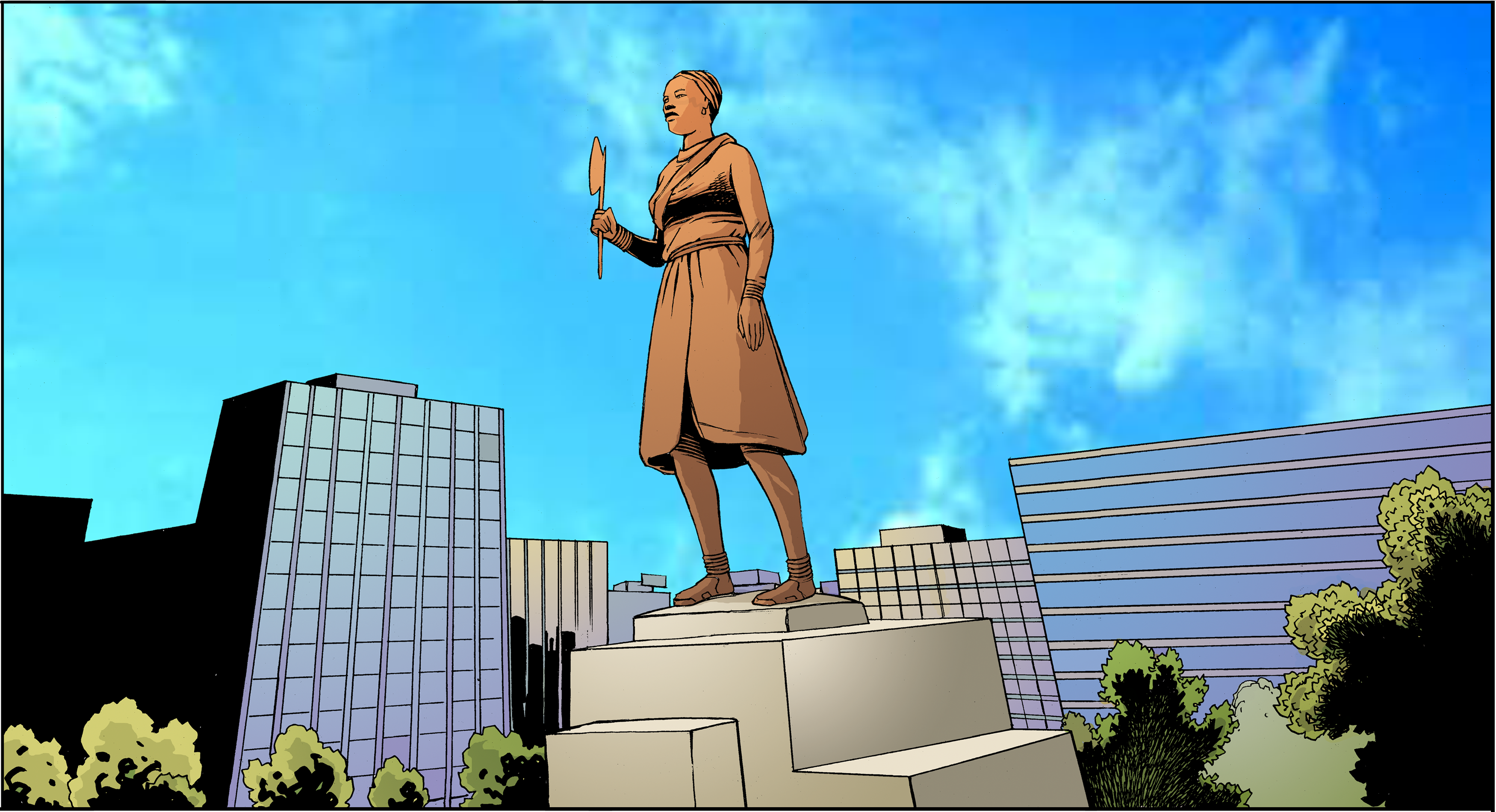
Tranh minh họa bức tượng dựng ở Kinaxixi hình Njinga Mbandi, nữ hoàng Ndongo và Matamba (Unesco) của Pat Masioni.

Người Ăng-gô-la ghi nhớ Nzinga bởi tài năng chính trị và ngoại giao cũng như các chiến thuật quân sự xuất sắc của bà . Một con đường lớn mang tên bà ở Luanda và một bức tượng đã được dựng lên ở Kinaxixi vào năm 2002 nhân dịp kỷ niệm 27 năm độc lập.